# La Nouvelle Tribune
La Nouvelle Tribune é um jornal semanário francófono marroquino com sede em Casablanca.

## História e perfil
La Nouvelle Tribune foi criado em 1995 por Fahd Yata. Ele também é o proprietário e diretor do jornal. A editora que o publica é a Impression Presse Edition.
O jornal é publicado semanalmente às quintas-feiras.